# Všeobecné vzkříšení
Možná hledáte: Vzkříšení nebo Ježíšovo vzkříšení
Všeobecné vzkříšení neboli univerzální vzkříšení je víra ve vzkříšení mrtvých nebo vzkříšení z mrtvých (koiné: ἀνάστασις [τῶν] νεκρῶν, anastasis [ton] nekron; dosl: „vstávání mrtvých“), kterým by byla vzkříšena (přivedena zpět k životu) většina nebo všichni lidé, kteří zemřeli. Různé podoby tohoto pojetí lze nalézt v křesťanské, islámské, židovské, samaritánské a zoroastrijské eschatologii. 

## Rabínský judaismus a samaritánství
Hlavní články: Nebe v judaismu, Židovská eschatologie, Šeol a Samaritánství
V hebrejské Bibli jsou tři výslovné příklady vzkříšení lidí z mrtvých: 
- Prorok Eliáš se modlí a Bůh vzkřísí mladého chlapce ze smrti – 1Král 17, 17–24 (Kral, ČEP)
- Elíša vzkřísí syna Šunamitky – 2Král 4, 32–37 (Kral, ČEP); je to totéž dítě, jehož narození předpověděl – 2Král 4, 8–16 (Kral, ČEP)
- Tělo mrtvého muže, které bylo vhozeno do Elíšova hrobu, je vzkříšeno, když se tělo dotkne Elíšových kostí – 2Král 13, 21 (Kral, ČEP)

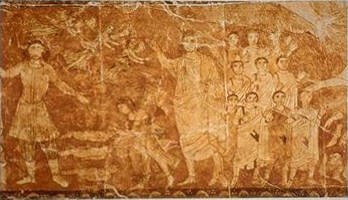
Vidění Údolí suchých kostí, freska ze synagogy v Dura-Europosu

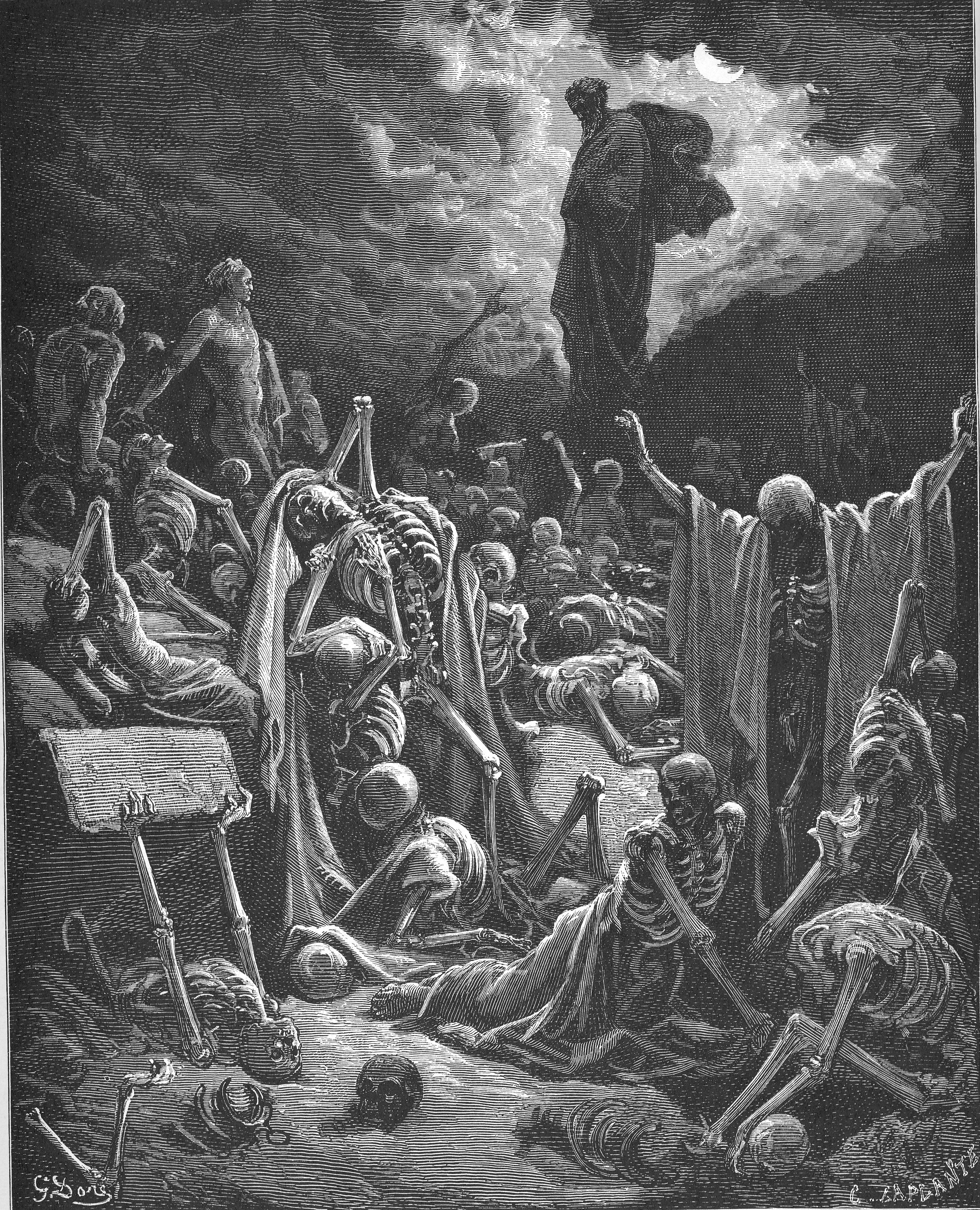
Ezechielovo vidění Údolí suchých kostí, rytina Gustava Dorého (1866)

Zatímco v judaismu před rokem 200 př. n. l. neexistovala víra v osobní posmrtný život s odměnou nebo trestem, v pozdějším judaismu a samaritánství se věří, že Bůh Izraele jednoho dne v mesiášském věku dá spravedlivým teḥiyyat ha-metim („život mrtvým“) a ti budou žít navždy v budoucím světě (Olam Ha-Ba). Židé dnes tuto víru opírají o knihu Izajášovu (Yeshayahu), knihu Ezechielovu (Yeḥez'qel) a knihu Danielovu (Dani'el). Samaritáni ji zakládají pouze na pasáži zvané Haazinu v Samaritánském Pentateuchu, protože uznávají pouze Tóru a zbytek hebrejské Bible odmítají.
V období Druhého chrámu se v judaismu vyvinuly různé názory na vzkříšení. Koncept vzkříšení fyzického těla se objevuje ve 2. knize Makabejské, podle níž k němu dojde znovuvzkříšením těla. Vzkříšení mrtvých se podrobně objevuje také v nekanonických knihách Henochových, v Apokalypse Baruchově a 2. knize Ezdrášově. Podle britského odborníka na starověký judaismus Philipa R. Daviese je v textech svitků od Mrtvého moře „jen málo nebo vůbec žádná jasná zmínka ... ani o nesmrtelnosti, ani o vzkříšení z mrtvých.“ Josefus i Nový zákon zaznamenávají, že saduceové v posmrtný život nevěřili, ale prameny se rozcházejí v názoru na víru farizeů. Nový zákon uvádí, že farizeové věřili ve vzkříšení, ale neupřesňuje, zda se to týkalo i těla, či nikoliv. Podle Josefuse, který byl sám farizejem, farizeové zastávali názor, že nesmrtelná je pouze duše a duše dobrých lidí se převtělí a „přejdou do jiných těl“, zatímco „duše zlých budou trpět věčným trestem.“ Apoštol Pavel, který byl také farizejem, řekl, že při vzkříšení to, co je „zaseto jako přirozené tělo, bude vzkříšeno jako tělo duchovní.“ Kniha jubileí se vztahuje pouze na vzkříšení duše nebo na obecnější představu nesmrtelné duše. Judaistická tradice druhého chrámu v Kumránu zastávala názor, že dojde ke vzkříšení spravedlivých i nespravedlivých, ale jen velmi dobrých a velmi špatných a pouze Židů. O rozsahu vzkříšení v 2. knize Baruchově a 4. knize Ezdrášově se vedou diskuse.
Vzkříšení mrtvých je základní vírou Mišny, která byla sestavena v prvních staletích křesťanské éry. Víra ve vzkříšení je vyjádřena při všech příležitostech v židovské liturgii; např. v ranní modlitbě Elohai Neshamah, v Shemoneh 'Esreh a při pohřebních obřadech. Židovská halachická autorita Maimonides stanovil svých třináct článků víry, které jsou od té doby otištěny ve všech rabínských sidurech (modlitebních knihách). Třináctou zásadou je vzkříšení: „Pevně věřím, že dojde ke vzkříšení mrtvých v době, která se zalíbí Stvořiteli, požehnané budiž jeho jméno.“ Moderní ortodoxní judaismus považuje víru ve vzkříšení mrtvých za jednu z hlavních zásad rabínského judaismu.
Harry Sysling ve své studii Teḥiyyat Ha-Metim v palestinských targumech z roku 1996 identifikuje konzistentní používání termínu „druhá smrt“ v textech z období Druhého chrámu a v raných rabínských spisech, nikoli však v hebrejské Bibli. „Druhá smrt“ je ztotožňována se soudem, po němž následuje vzkříšení z Gehinnomu („Gehenny“) v poslední den.

## Křesťanství
Viz též: Křesťanská eschatologie, Mezistav (křesťanství), Křesťanský kondicionalizmus a Poslední soud

### Epištoly
V 15. kapitole Prvního listu Korintským – 1Kor 15 (Kral, ČEP) je pro vzkříšení mrtvých použito ἀνάστασις νεκρῶν. Ve verších 54–55 je apoštol Pavel přenesen jako citát z knihy Ozeáš – Oz 13, 14 (Kral, ČEP), kde se mluví o zrušení smrti. V pavlovských listech Nového zákona apoštol Pavel píše, že ti, kdo budou vzkříšeni k věčnému životu, budou vzkříšeni s duchovními těly, která jsou nepomíjivá; „tělo a krev“ přirozených, pomíjivých těl nemůže zdědit Boží království a stejně tak ta, která jsou pomíjivá, neobdrží nepomíjivost – 1Kor 15, 35–54 (Kral, ČEP). I když Pavel výslovně nestanoví, že nesmrtelnost vylučuje fyzická těla, někteří badatelé to chápou tak, že podle Pavla tělo prostě nemá hrát žádnou roli, protože lidé jsou učiněni nesmrtelnými.

### Evangelia a Skutky apoštolů
V Matoušově evangeliu Ježíš poprvé slavně učí/káže v Mt 4, 17 (Kral, ČEP): „Čiňte pokání, neboť se přiblížilo nebeské království.“ Mt 6, 19–21 (Kral, ČEP). Uvádí výraz ἀναστάσεως τῶν νεκρῶν, který je použit v monologu Ježíše, který mluví k zástupům o „vzkříšení“ nazvaném jednoduše ῇ ἀναστάσει – Mt 22, 29–33 (Kral, ČEP). Tento typ vzkříšení se vztahuje na vzkříšení mrtvých, celého lidstva, na konci tohoto věku, tedy na všeobecné či univerzální vzkříšení.
V kanonických evangeliích je Ježíšovo vzkříšení popisováno jako vzkříšení těla: od prázdného hrobu u Marka, přes ženy objímající nohy vzkříšeného Ježíše u Matouše, naléhání vzkříšeného Ježíše u Lukáše, že je „z masa a kostí“, a ne jen duch nebo pneuma, až po vzkříšeného Ježíše, který povzbuzuje učedníky, aby se dotýkali jeho ran u Jana.
Ve Skutcích apoštolů výraz ἀναστάσεως νεκρῶν použili apoštolové a Pavel k obhajobě učení o vzkříšení. Pavel vzkříšení připomněl při svém procesu před Ananiášem ben Nedebaios. Výraz byl různě používán v souvislosti se všeobecným vzkříšením – Sk 24, 21 (Kral, ČEP) na konci tohoto věku – Sk 23, 6 (Kral, ČEP); Sk 24, 15 (Kral, ČEP).
Skutky apoštolů – Sk 24, 15 (Kral, ČEP) v překladu Bible krále Jakuba zní: 24:15: „... bude vzkříšení mrtvých, spravedlivých i nespravedlivých.“

### Nicejské vyznání víry a rané křesťanství

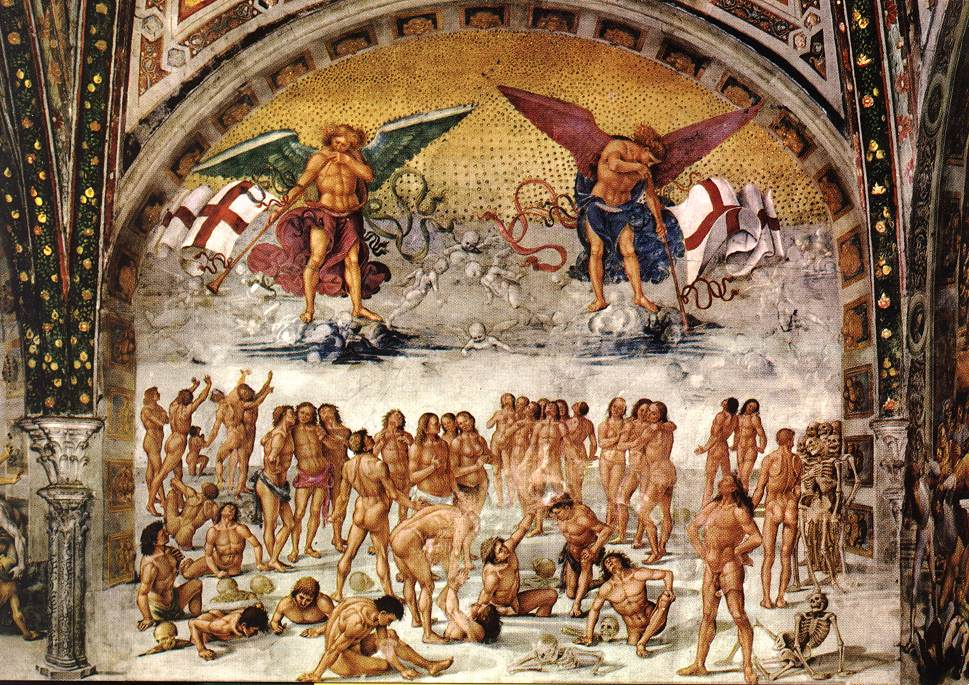
Vzkříšení těla (asi 1500) od Luky Signorelliho – podle 1. listu Korintským – : „Zatroubí polnice a mrtví vstanou z mrtvých neporušitelní a my budeme proměněni.“ Kaple San Brizio, Duomo, Orvieto.

Většina křesťanských denominací vyznává Nicejské vyznání víry, které potvrzuje vzkříšení mrtvých; většina současných anglických verzí Nicejského vyznání víry obsahuje větu: „Očekáváme vzkříšení mrtvých a život budoucího věku.“
Křesťanští spisovatelé Irenej a Justin Mučedník ve 2. století psali proti myšlence, že přežívá pouze duše. (Slovo „duše“ aramejština nezná; do křesťanské teologie se dostalo prostřednictvím řečtiny.) Justin Mučedník trvá na tom, že člověk je duše i tělo a Kristus slíbil, že vzkřísí obojí, stejně jako bylo vzkříšeno jeho vlastní tělo.
V traktátu Didaché z 1. století se píše: „Nejedná se o vzkříšení všech, ale jak se tam píše: ‚Pán přijde a s ním všichni jeho svatí‘.“ (16.7).
Křesťanské učení o vzkříšení je založeno na Kristově vzkříšení. Ve starověkém Řecku neexistovala víra v obecné vzkříšení mrtvých. Domnívali se totiž, že jakmile je tělo jednou zničeno, neexistuje žádná možnost návratu k životu, protože ani bohové nemohou tělo znovu vytvořit.
Několik raných církevních otců, jako Pseudojustin, Justin Mučedník, Tacián Syrský, Ireneus a Athenagoras z Athén, argumentuje o křesťanské víře ve vzkříšení způsobem, který odpovídá této tradiční řecké skepsi vůči posmrtné fyzické kontinuitě. Lidské tělo nemohlo být anihilováno, pouze rozloženo – nemohlo být ani začleněno do těl těch, kteří je pohltili. Bůh tedy musel při vzkříšení znovu sestavit pouze nepatrné části rozpadlých těl.
Tradiční křesťanské církve, tj. ty, které se drží vyznání víry, nadále zastávají víru, že na „konci časů“ dojde k všeobecnému a univerzálnímu vzkříšení mrtvých, jak to popsal Pavel, když řekl: „Určil den, kdy bude soudit svět“ – Sk 17, 31 (Kral, ČEP) a „nastane vzkříšení mrtvých, spravedlivých i nespravedlivých“ – Sk 24, 15 (Kral, ČEP).

### Moderní doba

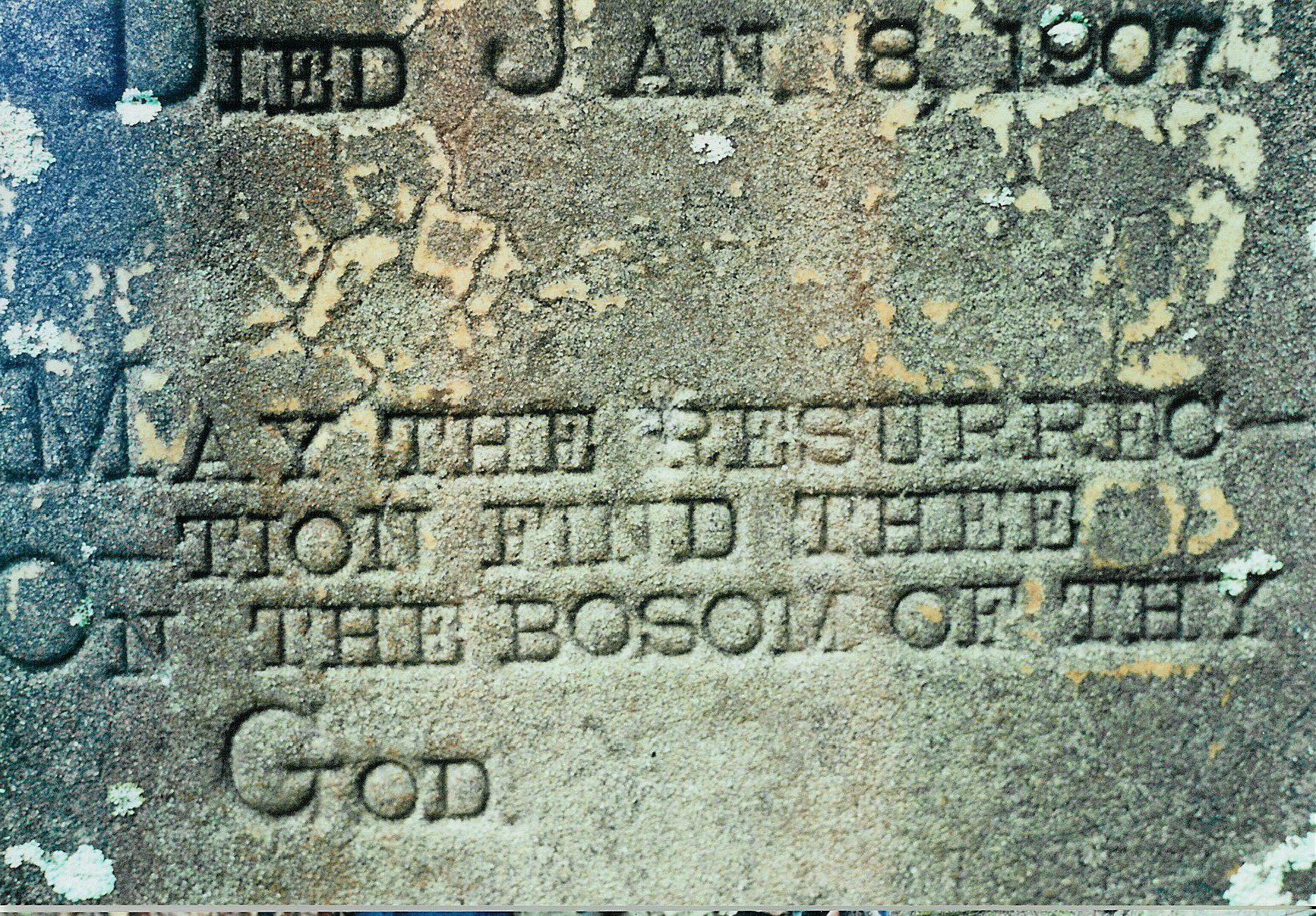
Detail náhrobku na křesťanském hřbitově v Severním Mississippi s nápisem: „Kéž tě vzkříšení najde V náručí tvého Boha.“

Raní křesťanští církevní otcové obhajovali vzkříšení mrtvých proti pohanské víře, že nesmrtelná duše odchází ihned po smrti do podsvětí a poté se převtělí do jiného těla (metempsychóza). Podle křesťanské víry se duše spravedlivých dostávají do nebe.
Na konci středověku došlo v novověku k posunu v křesťanském myšlení od důrazu na vzkříšení těla zpět k nesmrtelnosti duše. Tento posun byl důsledkem změny [ducha doby (zeitgeist) jako reakce na renesanci a později na osvícenství. André Dartigues poznamenal, že zejména „od 17. do 19. století jazyk lidové zbožnosti již neevokoval vzkříšení duše, ale věčný život. Teologické učebnice se sice stále zmiňovaly o vzkříšení, ale zabývaly se jím spíše jako spekulativní otázkou než jako existenciálním problémem.“
Tento posun nebyl podporován žádným písmem, ale z velké části populárním náboženstvím osvícenství, deismem. Deismus připouštěl existenci nejvyšší bytosti, například filozofické první příčiny, ale popíral jakoukoli významnou osobní nebo vztahovou interakci s touto postavou. Deismus, který byl do značné míry veden racionalitou a rozumem, mohl připustit víru v nesmrtelnost duše, ale ne nutně ve vzkříšení mrtvých. Americký deista Ethan Allen demonstruje toto myšlení ve svém díle Rozum — jediné orakulum člověka (1784), kde v předmluvě tvrdí, že téměř každý filozofický problém je mimo lidské chápání, včetně zázraků křesťanství, ačkoli připouští nesmrtelnost nehmotné duše.

### Vliv na občanské právo a zvyky
V křesťanské teologii se kdysi věřilo, že aby člověk v soudný den vstal z mrtvých, musí být tělo celé a nejlépe pohřbeno nohama k východu, aby vstal tváří k Bohu. Parlamentní zákon (Act of Parliament) z doby vlády krále Jindřicha VIII. stanovil, že k pitvám se mohou používat pouze mrtvoly popravených vrahů. Omezení nabídky mrtvol vrahů bylo považováno za dodatečný trest za zločin. Pokud někdo věří, že rozčtvrcení zastavilo možnost vzkříšení neporušeného těla v den soudu, pak je posmrtná poprava účinným způsobem potrestání zločince. Postoj k této problematice se ve Spojeném království měnil velmi pomalu a v zákoně se projevil až po přijetí zákona o anatomii v roce 1832 (Anatomy Act 1832). Kremace byla přijímána pomaleji; první kremace ve Spojeném království se uskutečnila až v říjnu 1882, a to na soukromém pozemku, a kremace byla prohlášena za zákonnou až v roce 1884, kdy byl Dr. William Price, druidský velekněz, souzen a osvobozen na South Glamorgan Assizes za pokus o kremaci těla svého malého syna.

### Denominační pohledy

#### Katolicismus
V katolicismu Augustin z Hippo věřil v univerzální vzkříšení těl všech nesmrtelných duší. Podle Katolické encyklopedie:
„Žádné učení křesťanské víry,“ říká svatý Augustin, „není tak prudce a tvrdošíjně odmítáno jako učení o vzkříšení těla.“ Tento odpor začal již dávno před dobou svatého Augustina.
Podle Summy theologiae budou mít duchovní bytosti, kterým byla navrácena oslavená těla, tyto základní vlastnosti: 
- Neporušitelnost (neporušitelná / bezbolestná) – imunita vůči smrti a bolesti
- Subtilitu (prostupnost) – svoboda od omezení hmotou
- Obratnost – poslušnost ducha ve vztahu k pohybu a prostoru (schopnost pohybovat se v prostoru a čase rychlostí myšlenky)
- Jasnost – oslnivá krása ducha projevující se v těle (jako když se Ježíš proměnil na hoře Tábor)[47]

Podle článku „Všeobecné vzkříšení“ v Katolické encyklopedii (1911)
„Čtvrtý lateránský koncil (1215) učí, že všichni lidé, ať už vyvolení nebo zavržení, „vstanou z mrtvých se svými těly, která nyní nosí s sebou“ (kapitola „Firmiter“). Ve slovech kréda a vyznání víry se tento návrat k životu nazývá vzkříšení těla (resurrectio carnis, resurrectio mortuorum, anastasis ton nekron), a to z dvojího důvodu: za prvé, protože duše nemůže zemřít, nelze říci, že se vrací k životu; za druhé je třeba vyloučit heretické tvrzení Hymenea a Fileta, že Písmo svaté vzkříšením označuje nikoli návrat k životu těla, ale povstání duše ze smrti hříchu do života milosti.“
Katechismus katolické církve říká:
§997 Co to znamená „vzkřísit“? Při smrti, odloučení duše a těla, propadá tělo rozkladu, kdežto duše jde vstříc Bohu, i když zůstává v očekávání, až bude znovu spojena se svým oslaveným tělem. Bůh ve své všemohoucnosti definitivně vrátí neporušitelný život našim tělům tím, že je spojí s našimi dušemi mocí Ježíšova zmrtvýchvstání.
§998 Kdo vstane z mrtvých? Všichni lidé, kteří zemřeli: „ti, kdo konali dobro, budou vzkříšeni k životu, kdo páchali zlo, budou vzkříšeni k odsouzení.“
§999 Jak? Kristus vstal z mrtvých se svým vlastním tělem: „Podívejte se na mé ruce a na mé nohy: vždyť jsem to já sám!“; on se však nevrátil do pozemského života. Týmž způsobem v něm „všichni vstanou z mrtvých se svým vlastním tělem, které nyní mají“, ale toto tělo bude proměněno v oslavené tělo, v „tělo zduchovnělé“:
„Někdo snad řekne: A jak mohou mrtví vstát? A jaké to bude mít tělo, až přijdou? Ty bláhový člověče! Když zaséváš semeno, nezačne projevovat známky života, jestliže napřed neodumře. A zaséváš přece ne už tu budoucí rostlinu, ale jen pouhé semeno. Do země se klade tělo, které podléhá zkáze, vstane však tělo, které zkáze nepodléhá ... Toto tělo porušitelné musí totiž na sebe vzít neporušitelnost, a toto tělo smrtelné musí na sebe vzít nesmrtelnost“ – 1Kor 15, 35–53 (Kral, ČEP).
§1001 Kdy? S konečnou platností „v poslední den“; „na konci světa“. Vzkříšení z mrtvých je totiž úzce spojeno s Kristovým druhým příchodem:
Až totiž bude dán rozkaz, až zazní archandělův hlas a Boží polnice, sám Bůh sestoupí z nebe. Napřed vstanou zemřelí křesťané – 1Sol 4, 16 (Kral, ČEP).
§1038 Vzkříšení všech mrtvých, „spravedlivých i nespravedlivých“ – Sk 24, 15 (Kral, ČEP), bude předcházet poslednímu soudu. Bude to „hodina, kdy všichni v hrobech uslyší ... hlas [Syna člověka] a vyjdou: ti, kdo konali dobro, budou vzkříšeni k životu, kdo páchali zlo, budou vzkříšeni k odsouzení“ – Jan 5, 28–29 (Kral, ČEP). Tehdy Kristus přijde „ve slávě a s ním všichni andělé ... a budou před něj shromáždění všechny národy. A oddělí jedny od druhých, jako pastýř odděluje ovce od kozlů. Ovce postaví po své pravici, kozly po levici ... A ti půjdou do věčného trápení, spravedliví však do věčného života“ – Mt 25, 31–46 (Kral, ČEP).

#### Luteránství
V luteránství Martin Luther osobně věřil a učil vzkříšení mrtvých, možná v kombinaci se spánkem duše, ačkoli jiní badatelé se domnívají, že jeho názor byl diferencovanější, nebo dokonce že zastával nesmrtelnost duše. Hlavní proud uluteránského učení a to, v co luteráni tradičně věří, je ve vzkříšení těla v kombinaci s nesmrtelnou duší. Podle Luterské církve – Missouri Synod (LCMS) budou v poslední den vzkříšeni všichni mrtví. Jejich duše se pak znovu spojí se stejnými těly, jaká měli před smrtí. Těla budou poté proměněna, těla bezbožných do stavu věčné hanby a muk, těla spravedlivých do stavu věčné nebeské slávy.

#### Anglikánství
V anglikánské církvi učenci, jako je bývalý biskup z Durhamu N. T. Wright, obhajovali prvenství vzkříšení v křesťanské víře. V rozhovoru pro časopis Time v roce 2008 Wright hovořil o „myšlence tělesného vzkříšení, kterou lidé popírají, když mluví o tom, že jejich ‚duše půjde do nebe‘,“ a dodal: „Často jsem slyšel lidi říkat: ‚Brzy půjdu do nebe a díkybohu tam nebudu potřebovat to hloupé tělo‘. To je velmi škodlivé zkreslení, tím spíš, že je neúmyslné.“ Místo toho Wright vysvětluje: „V Bibli se píše, že člověk zemře a vstoupí do mezistavu.“ Ten je „vědomý“, ale „ve srovnání s tělesným životem to bude jako spánek“. Po něm bude následovat vzkříšení do nových těl, říká. „Naše kultura se velmi zajímá o život po smrti, ale Nový zákon se mnohem více zajímá o to, co jsem nazval životem po životě po smrti.“ V původních 42 článcích anglikánské církve se mimo jiné píše: „Vzkříšení z mrtvých se zatím neuskutečnilo, jako by patřilo jen duši, která je Kristovou milostí vzkříšena ze smrti hříchu, ale má se očekávat v poslední den; neboť tehdy (jak Písmo svaté nejzřetelněji dosvědčuje) budou všem mrtvým navrácena jejich vlastní těla, maso a kosti, aby celý člověk (podle svých skutků) mohl dostat buď odměnu, nebo trest, podle toho, jak žil ctnostně, nebo špatně.“

#### Metodismus
M. Douglas Meeks, profesor teologie a wesleyánských studií na Vanderbilt Divinity School, v metodistické knize uvádí, že „pro křesťany je velmi důležité, aby se drželi vzkříšení těla.“ John Wesley, zakladatel metodistické církve, ve svém kázání O vzkříšení mrtvých (On the Resurrection of the Dead) tuto nauku obhajoval: „Je mnoho míst v Písmu, která to jasně deklarují. Svatý Pavel v 53. verši této kapitoly říká, že 'toto porušitelné musí obléci neporušitelnost a toto smrtelné musí obléci nesmrtelnost' – 1Kor 15, 53 (Kral, ČEP).“ Kromě toho významné metodistické hymny, například od Charlese Wesleyho, spojují ‚naše vzkříšení a Kristovo vzkříšení‘. F. Belton Joyner v United Methodist Answers uvádí, že „Nový zákon nemluví o přirozené nesmrtelnosti duše, jako bychom ve skutečnosti nikdy nezemřeli. Mluví o vzkříšení těla, což je tvrzení, které se objevuje pokaždé, když pronášíme historické Apoštolské vyznání víry a klasické Nicejské vyznání víry“, uvedené v The United Methodist Hymnal. Ve 128. kapitole Knihy kázně (Book of Discipline) Svobodné metodistické církve se píše: „Z mrtvých budou tělesně vzkříšeni spravedliví i nespravedliví, ti, kdo konali dobro, ke vzkříšení života, ti, kdo konali zlo, ke vzkříšení zatracení. Vzkříšené tělo bude duchovní, ale osoba bude celá identifikovatelná. Kristovo vzkříšení je zárukou vzkříšení k životu pro ty, kdo jsou v Něm.“

#### Baptisté
Pokud jde o baptisty, James Leo Garrett Jr., E. Glenn Hinson a James E. Tull píší, že „baptisté se tradičně pevně drží víry, že Kristus vstal z mrtvých tělesným vzkříšením a zvítězil nad smrtí, hříchem a peklem.“

#### Plymouthští bratři
Mnozí evangelikálové, kteří jsou zastánci dispenzacionalizmu, věří ve všeobecné vzkříšení, které je však rozděleno na dvě samostatná vzkříšení: při druhém příchodu a poté při velkém bílém trůnu. Základ učení Evangelikální aliance (The Doctrinal Basis of the Evangelical Alliance) potvrzuje víru ve „vzkříšení těla, soud světa naším Pánem Ježíšem Kristem, s věčnou blažeností spravedlivých a věčným trestem bezbožných.“ Někteří milenialisté vykládají knihu Zjevení tak, že vyžaduje dvě fyzická vzkříšení mrtvých, jedno před milénium, druhé po něm.

#### Restauracionisté
Mortalisté, tedy křesťané, kteří nevěří, že lidé mají nesmrtelnou duši, mohou věřit ve všeobecné vzkříšení, jako například Thomas Hobbes v Leviathanovi. Některé mortalistické denominace mohou věřit ve všeobecné vzkříšení všech mrtvých, ale ve dvě vzkříšení, jedno na obou koncích tisíciletí, jako například adventisté sedmého dne. Jiné mortalistické denominace všeobecné vzkříšení popírají, jako například kristadelfiáni, a zastávají názor, že mrtví čítají tři skupiny: většinu, která nebude nikdy vzkříšena, ty, kteří budou vzkříšeni k odsouzení a druhému konečnému zničení v „druhé smrti“, a ty, kteří budou vzkříšeni k věčnému životu.
V rámci křesťanského kondicionalismu existuje několik církví obnovy, například Církev adventistů sedmého dne, kristadelfiáni, svědkové Jehovovi a teologové různých tradic, kteří odmítají myšlenku nesmrtelnosti nefyzické duše jako pozůstatek neoplatonismu a dalších pohanských tradic. Podle této myšlenkové školy zůstávají mrtví mrtvými (a nepostupují bezprostředně do nebe, pekla nebo očistce), dokud nedojde k fyzickému vzkříšení některých nebo všech mrtvých na konci času nebo v ráji obnoveném na zemi při všeobecném vzkříšení. Některé skupiny, zejména kristadelfiáni, se domnívají, že se nejedná o všeobecné vzkříšení a že v této době vzkříšení proběhne Poslední soud.
Svatí posledních dnů věří, že Bůh má plán spasení. Před vzkříšením věří, že duchové zemřelých existují na místě známém jako duchovní svět, který je podobný tradičnímu pojetí nebe a pekla, ale přesto se od něj zásadně liší. Věří se, že duch si v posmrtném životě zachovává své touhy, přesvědčení a přání. Nauka Církve Ježíše Krista Svatých posledních dnů učí, že Ježíš Kristus byl první osobou, která byla vzkříšena, a že všichni, kdo žili na zemi, budou vzkříšeni díky Ježíši Kristu, bez ohledu na jejich spravedlnost. Církev učí, že ne všichni budou vzkříšeni současně; spravedliví budou vzkříšeni při „prvním vzkříšení“ a nekající hříšníci při „posledním vzkříšení“. Věří se, že vzkříšení znovu spojí ducha s tělem, a Církev učí, že tělo (maso a kosti) bude celistvé a stane se neporušitelným, což je stav, který zahrnuje nesmrtelnost. V učení Svatých posledních dnů také panuje přesvědčení, že několik výjimečných jedinců bylo vzato ze země, „aniž by okusili smrt“. To se označuje jako translace a věří se, že tito jedinci si zachovali svá těla v očištěné podobě, ačkoli i oni nakonec budou muset přijmout vzkříšení.

## Islám
Hlavní články: Islámská eschatologie, Islámský pohled na poslední soud a Soudný den v islámu
Podle islámské eschatologie je den zmrtvýchvstání (yawm al-qiyāmah) považován za Boží konečné hodnocení lidstva. Sled událostí (podle nejrozšířenějšího přesvědčení) je zničení všech tvorů, vzkříšení těla a soud všech vnímajících tvorů. Přesný čas, kdy k těmto událostem dojde, není znám, nicméně se říká, že existují velká a malá znamení, která mají nastat v blízkosti doby Qiyamah (konec času). V mnoha koránských verších, zejména těch dřívějších, převládá myšlenka blížícího se dne vzkříšení.
Ve znamení Al Quijáma poprvé zazní polnice, což bude mít za následek smrt zbývajících hříšníků. Poté nastane období čtyřiceti let. Jedenáctým znamením je druhé zatroubení na znamení vzkříšení jako ba'as ba'da'l-mawt. Poté budou všichni nazí a poběží na Místo shromáždění.
Den zmrtvýchvstání je jedním ze šesti článků islámské víry. Každý se bude zodpovídat ze svých skutků na tomto světě a lidé půjdou do nebe nebo do pekla.

## Zoroastrismus
Hlavní článek: Frašókereti
Zoroastriánská víra v obnovu země na konci časů je známá jako frašókereti, která zahrnuje určitou formu oživení mrtvých, jež lze doložit nejdříve ze 4. století př. n. l. Na rozdíl od judaismu se jedná o vzkříšení všech mrtvých za účelem univerzální očisty a obnovy světa. Podle učení frašokereti dojde ke konečné obnově vesmíru, kdy bude zničeno zlo a vše ostatní pak bude v dokonalé jednotě s Bohem (Ahura Mazda). Výraz pravděpodobně znamená „učinit nádherným, vynikajícím“. Doktrinální premisy jsou následující: (1) dobro nakonec zvítězí nad zlem; (2) stvoření bylo původně dokonale dobré, ale následně bylo zkaženo zlem; (3) svět bude nakonec obnoven do dokonalosti, kterou měl v době stvoření; (4) „spása pro jednotlivce závisí na souhrnu (jeho) myšlenek, slov a činů a nemůže dojít k žádnému zásahu, ať už soucitnému nebo rozmarnému, ze strany jakékoli božské bytosti, který by to změnil“. Každý člověk tedy nese odpovědnost za osud své vlastní duše a zároveň se podílí na odpovědnosti za osud světa.

## Moderní komentáře
Rozdíl mezi vírou ve vzkříšení těla a vzkříšení duše rozebral Oswald Spengler ve druhém díle svých knih Zánik Západu. Podle něj bylo vzkříšení těla charakteristickým symbolem magické vysoké kultury, kam patří rané křesťanství, judaismus a islám. Platnost této klasifikace je současnými badateli zpochybňována.